# پراویدنس، شهرستان سیمپسون، کنتاکی
پراویدنس (به انگلیسی: Providence) یک منطقهٔ مسکونی در ایالات متحده آمریکا است که در شهرستان سیمپسون، کنتاکی واقع شده‌است. پراویدنس ۲۲۴٫۰۳ متر بالاتر از سطح دریا واقع شده‌است.